# Linfoma da tiroide
Um linfoma da tiroide é um tumor maligno raro que corresponde a 1-2% de todos os casos de tumores malignos da tiroide e menos de 2% dos linfomas. Na maioria dos casos, os linfomas da tiroide são classificados como linfomas não Hodgkin de células b, embora tenham sido identificados casos de linfoma de Hodgkin da tiroide.
O linfoma da tireoide é um tipo de câncer que se desenvolve nas células linfáticas da glândula tireoide. As causas exatas desse tipo de linfoma ainda são desconhecidas, mas alguns fatores de risco incluem histórico de radiação na área da cabeça e pescoço, doença de Hashimoto (uma doença autoimune da tireoide) e infecção por alguns vírus, como o vírus Epstein-Barr.
Os sintomas do linfoma da tireoide podem incluir um caroço ou nódulo no pescoço, dor ao engolir, rouquidão, inchaço dos gânglios linfáticos do pescoço e alterações na voz.
O tratamento para o linfoma da tireoide pode incluir cirurgia para remover a glândula tireoide (tireoidectomia), radioterapia, quimioterapia e terapia-alvo. O prognóstico e o tratamento variam de acordo com o estágio em que o câncer foi diagnosticado e a saúde geral do paciente.
O tratamento do linfoma da tireoide pode variar de acordo com o estágio em que o câncer foi diagnosticado. Os estágios do linfoma da tireoide são definidos com base em fatores como o tamanho do tumor, a extensão do envolvimento dos gânglios linfáticos e a presença de metástases. Abaixo estão algumas opções de tratamento comuns de acordo com o estágio do câncer:
1. Estágio I e II: Geralmente, o tratamento para o estágio inicial envolve a cirurgia para remover a glândula tireoide (tireoidectomia) e possivelmente os gânglios linfáticos próximos. Após a cirurgia, o paciente pode ser submetido a radioterapia ou terapia-alvo, dependendo da avaliação do médico.
2. Estágio III e IV: Para os estágios avançados do câncer, o tratamento pode incluir quimioterapia, radioterapia, terapia-alvo e, em alguns casos, transplante de células-tronco. O objetivo do tratamento é controlar a doença e aliviar os sintomas, focando na qualidade de vida do paciente.
Além disso, alguns pacientes podem ser elegíveis para participar de ensaios clínicos para receber tratamentos inovadores em desenvolvimento. É essencial discutir todas as opções de tratamento com uma equipe médica especializada para determinar a melhor abordagem para cada caso individual
https://www.msdmanuals.com/pt-br